# إيفان إيليين
إيفان ألكسندروفيتش إيليين (الروسية: Иван Александрович Ильин) فيلسوف ديني وسياسي روسي، ومهاجر أبيض ووكيل إعلامي ومنظّر إيديولوجي في اتحاد عموم عسكر روسيا.

## سنوات الشباب
ولد إيفان إيليين في موسكو لعائلة أرستقراطية زعمت أنها من سلالة روريك. وُلد والده، ألكسندر إيفانوفيتش إيليين، في قصر الكرملين الكبير وعاش طفولته هناك منذ أن عمل جدّ إيليين كقائد للقصر. كان الأب الروحي لألكسندر إيليين هو إمبراطور روسيا ألكسندر الثالث. كانت والدة إيفان إيليين، كارولين لويس (قبل الزواج: شفايكيرت فون شتاديون)، روسية ألمانية وتعترف باللوثرية وكان والدها، يوليوس شفايكيرت فون شتاديون، مستشارًا جامعيًا وفقًا لجدول الرتب. اعتنقت الأرثوذكسية الروسية، واتخذت من يكاترينا يوليفنا اسمًا لها، وتزوجت من ألكسندر إيليين في عام 1880. نشأ إيفان إيليين أيضًا في وسط موسكو على مقربة من الكرملين في ناريشكين لين. في عام 1901 التحق بكلية الحقوق في جامعة موسكو الحكومية. عارض إيليين عمومًا الثورة الروسية عام 1905 ولم يشارك في الأعمال السياسية الطلابية. عندما كان إيليين طالبًا، اهتم بالفلسفة متأثرًا بالبروفيسور بافيل إيفانوفيتش نوفغورودتسيف (1866-1924)، الذي كان فيلسوفًا مسيحيًا في الفقه وليبراليًا سياسيًا. في عام 1906 تخرج إيليين حاصلًا على شهادة في الحقوق، ومنذ عام 1909 بدأ العمل كباحث.

## قبل الثورة
في عام 1911، انتقل إيليين لمدة عام إلى أوروبا الغربية للعمل على أطروحته: «أزمة الفلسفة العقلانية في ألمانيا في القرن التاسع عشر». ثم عاد للعمل في الجامعة وألقى سلسلة من المحاضرات بعنوان «مقدمة في فلسفة القانون». عرض نوفغورودتسيف على إيليين أن يحاضر عن نظرية القانون العام في معهد موسكو التجاري. في المجمل، حاضر في مدارس مختلفة لمدة 17 ساعة في الأسبوع.
في ذلك الوقت، درس إيليين فلسفة هيغل، ولا سيما فلسفته في الدولة والقانون. لم يعتبر هذا العمل دراسة لهيغل فحسب، بل أيضًا تحضيرًا لعمله على نظرية القانون. أنهى أطروحته عن هيغل في عام 1916 ونُشرت في عام 1918.
في عام 1914، بعد اندلاع الحرب العالمية الأولى، رتّب البروفيسور الأمير إيفجيني تروبتسكوي سلسلة من المحاضرات العامة حول «أيديولوجية الحرب». ساهم إيليين في هذا الصدد بعدة محاضرات، كان أولها بعنوان «البعد الروحي للحرب». كان معارضًا شديدًا لأي حرب بشكل عام، لكنه اعتقد أنه بما أن روسيا شاركت مسبقًا في الحرب، فمن واجب كل روسي دعم بلاده. كان موقف إيليين مختلفًا عن موقف العديد من الحقوقيين الروس الذين كرهوا ألمانيا وروسيا القيصرية على حد سواء.

## الثورة والمنفى
في البداية، نظر إيليين إلى ثورة فبراير على أنها تحرير للشعب. وأيّدها بشكل عام إلى جانب العديد من المثقفين الآخرين. رغم ذلك، مع اكتمال ثورة أكتوبر (الثورة البلشفية)، حلّت خيبة أمل كبيرة. قال إيليين في مؤتمر موسكو الثاني للشخصيات العامة: «تحولت الثورة إلى نهب للدولة لأغراض شخصية». في وقت لاحق، وصف الثورة باعتبارها أفظع كارثة في تاريخ روسيا، وانهيارًا للدولة بأكملها. ومع ذلك، بخلاف العديد من أتباع النظام القديم، لم يهاجر إيليين على الفور. في عام 1918، أصبح إيليين أستاذًا في القانون في جامعة موسكو؛ نُشرت أطروحته العلمية حول هيغل.
بعد أبريل 1918، سُجن إيليين عدة مرات بتهمة نشاطه المزعوم ضد الشيوعية. سُجن أيضًا معلمه نوفغورودتسيف لفترة قصيرة. في عام 1922، طُرد أخيرًا من بين نحو 160 من المثقفين البارزين على متن ما يسمى سفينة الفلاسفة.

## الهجرة
عاش إيليين في برلين من 1922 إلى 1938. كان لديه أمّ ألمانية وكتب باللغة الألمانية إلى جانب اللغة الروسية. بين عامي 1923 و 1934، عمل إيليين أستاذًا في المعهد العلمي الروسي في برلين. عُرضت عليه الأستاذية في كلية القانون الروسية في براغ بإشراف أستاذه بافل نوفغورودتسيف لكنه رفض. أصبح المنظّر الأيديولوجي الرئيسي للحركة البيضاء الروسية في المهجر، وبين عامي 1927 و 1930 كان ناشرًا ومحررًا لمجلة روسكي كولوكول الروسية (Russkiy Kolokol - الجرس الروسي). ألقى المحاضرات في ألمانيا ودول أوروبية أخرى.
في عام 1934، أقال القوميون الاشتراكيون الألمان إيليين ووضعوه تحت مراقبة الشرطة. في عام 1938، تمكّن بمساعدة مالية من سيرغي رخمانينوف من مغادرة ألمانيا ومواصلة عمله في جنيف، سويسرا. توفي في تسوليكون بالقرب من زيورخ في 21 ديسمبر 1954.
شارك الرئيس الروسي فلاديمير بوتين شخصيًا في نقل رفاته إلى روسيا، وفي عام 2009 أعلن قدسية قبره.

## مبادئه

### أعمال إيليين عن روسيا
في المنفى، ناقش إيفان إيليين بأنه لا ينبغي الحكم على روسيا بالخطر الشيوعي الذي مثّلته في ذلك الوقت، بل تطلّعها إلى مستقبل تتحرر فيه بمساعدة الفاشية المسيحية. ابتداءً من أطروحته عام 1918 حول فلسفة هيغل، ألّف العديد من الكتب حول الموضوعات السياسية والاجتماعية والروحية المتعلقة بالمهمة التاريخية في روسيا. من إحدى المعضلات التي عمل عليها هو السؤال: ما الذي دفع بروسيا في النهاية إلى مأساة الثورة؟ أجاب أن السبب هو قلة احترام الروس لذواتهم. ونتيجة لذلك، انعدمت الثقة بين الدولة والشعب وانتاب الشك المتبادل الطرفين. أساءت السلطات والنبلاء استغلال قوتهم باستمرار، ما أدى إلى تخريب وحدة الشعب. اعتقد إيليين أن الدولة يجب أن تؤسَّس كشركة يكون فيها المواطن فردًا يتمتع بحقوق معينة ويؤدي واجبات معينة. لذلك، أدرك إيليين أن عدم المساواة بين الناس هي حالة ضرورية في أي بلد. ولكن هذا يعني أن الطبقات العليا المتعلّمة يقع على عاتقها واجب خاص في توجيه الطبقات الدنيا غير المتعلّمة روحيًا. وهذا لم يحدث في روسيا.
النقطة الأخرى هي الموقف الخاطئ تجاه الملكية الخاصة بين عامة الناس في روسيا. كتب إيليين أن العديد من الروس اعتقدوا أن الملكية الخاصة والعقارات الكبيرة لا يتم الحصول عليها بالعمل الشاق وإنما بالسلطة وسوء إدارة المسؤولين. وبالتالي أصبحت الملكية مرتبطة بالسلوك غير الأمين.
في مقاله عام 1949، وقف إيليين ضد الشمولية والديموقراطية الرسمية لصالح الطرف الثالث في بناء دولة في روسيا: «في مواجهة هذه المهمة الإبداعية، تظل نداءات الأطراف الأجنبية للديمقراطية الرسمية ساذجة ومستهترة وغير مسؤولة». 
بالنسبة لإيليين، فالحديث عن انفصال أوكرانيا عن روسيا هو بمثابة اعتبارها عدوًا لدودًا لروسيا. وجادل أن الفرد ليس بإمكانه اختيار جنسيته تمامًا مثل الخلايا التي لا تستطيع أن تقرر ما إذا كانت جزءًا من الجسم. 

### مفهوم الوعي بالقانون
أدى العاملان المذكوران أعلاه إلى المساواتية والثورة. كانت الطريقة البديلة لروسيا وفقًا لإيليين هي تطوير الوعي بالقانون» لدى الفرد على أساس الأخلاق والتديّن. عمل إيليين على تطوير مفهومه «الوعي بالقانون» لأكثر من 20 عامًا حتى وفاته. فهمه على أنه فهم الفرد الصحيح للقانون وما يتبعه من طاعة للقانون. خلال حياته، رفض نشر عمله الرئيسي «عن جوهر الوعي بالقانون»، واستمر في إعادة صياغته. اعتبر أن الوعي بالقانون ضروري لوجود القانون ذاته. فمن دون الفهم الصحيح للقانون والعدالة، لن يكون القانون قادرًا على الوجود.

### موقفه تجاه الملكية
لم ينهِ إيليين عمله الرئيسي الآخر عن الملكية، إذ خطّط لتأليف كتاب من اثني عشر فصلًا عن جوهر الملكية في العالم الحديث واختلافاتها عن الجمهورية، لكنه توفي بعد أن كتب المقدمة وسبعة فصول. جادل إيليين أن الاختلاف الرئيسي لا يكمن في المسائل القانونية بل في الوعي بالقانون لدى عامة الناس. وفقًا لإيليين، كانت الفروق الرئيسية هي:
- في الملكية، يميل الوعي بالقانون إلى توحيد الناس داخل الدولة، ولكن في الجمهورية، يميل الوعي بالقانون إلى تجاهل دور الدولة في المجتمع؛
- يميل الوعي الملكي بالقانون إلى النظر إلى الدولة على أنها أسرة والملك هو ربّ الأسرة، لكن الوعي الجمهوري بالقانون ينكر هذه الفكرة. بما أن الوعي الجمهوري بالقانون يشيد بالحرية الفردية في الدولة الجمهورية، فإن الناس لا ينظرون إلى شعب الدولة على أنه أسرة؛
- الوعي الملكي بالقانون محافظ للغاية ويميل إلى الحفاظ على التقاليد، في حين أن الوعي الجمهوري بالقانون توّاق دائمًا إلى التغيير السريع.

كان إيليين من أنصار النظام الملكي. اعتقد أن الوعي الملكي بالقانون يتوافق مع قيمٍ مثل التقوى الدينية والأسرة. مثله الأعلى كان الملك الذي سيخدم مصلحة البلاد، ولن ينتمي إلى أي حزب آخر وسيجسد وحدة كل الشعب، أيًّا كانت معتقداتهم.
ومع ذلك كان ناقدًا للنظام الملكي في روسيا. اعتقد أن نيقولا الثاني كان المسؤول إلى حد كبير عن انهيار الإمبراطورية الروسية في عام 1917. كان تنازله ثم تنازل شقيقه ميخائيل ألكساندروفيتش من الأخطاء الجسيمة التي أدت إلى إلغاء الملكية وما ترتّب عليه من متاعب.
انتقد أيضًا العديد من شخصيات المهجر، بمن فيهم كيريل فلاديميروفيتش -دوق روسيا الكبير- الذي أعلن نفسه القيصر الجديد في المنفى.

### رأيه بالفاشية ومعاداة السامية
دافع إليين في عدد من أعماله (بما فيها تلك المكتوبة بعد الهزيمة الألمانية في عام 1945) عن الفاشية. نظر إيليين إلى هتلر على أنه مدافع عن الحضارة ضد البلشفية وأيّد الطريقة التي استمدّ فيها هتلر -في رأيه- معاداته للسامية من أيديولوجية البيض الروس. 
على الرغم من أن إيليين ارتبط بالعديد من العائلات اليهودية البارزة عن طريق الزواج، اتّهمه رومان غول -كاتب مهاجر- بمعاداة السامية. وفقًا لرسالة وجّهها غول إلى إيليين، أعرب الأول عن امتعاضه الشديد من شكوك إيليين بأن جميع الذين اختلفوا معه كانوا يهودًا. 
في مقالته «الشيء الرئيسي في مهامنا»، كتب إيليين: «يستحيل بناء روسيا العظيمة والقوية على أي صنف من الكراهية: لا على كراهية الطبقة الاجتماعية (الديمقراطيين الاشتراكيين والشيوعيين واللاسلطويين)، ولا على الكراهية العنصرية (العنصريين والمعادين للسامية)، ولا على الكراهية السياسية».

## تأثيره
أثرت آراء إيليين في مؤلفين روس آخرين في القرن العشرين مثل ألكسندر سولجينتسين وكذلك العديد من القوميين الروس. اعتبارًا من عام 2005، أُعيد نشر 23 مجلدًا من أعمال إيليين الكاملة في روسيا.
كان للمخرج الروسي نيكيتا ميخالكوف، على وجه الخصوص، دور فعال في نشر أفكار إيليين في روسيا ما بعد الاتحاد السوفيتي. ألّف عدة مقالات عن إيليين وهو صاحب فكرة نقل رفاته من سويسرا إلى دير دونسكوي في موسكو، حيث تمنّى الفيلسوف أن يجد ملاذه الأخير. أقيم حفل إعادة الدفن في أكتوبر 2005.
بعد وفاة زوجة إيليين في عام 1963، نقل نيقولاي بولتوراتزكي -باحث في أعمال إيليين- مخطوطات وأوراق إيليين من زيوريخ إلى جامعة ولاية ميشيغان، حيث كان أستاذًا للغة الروسية. في مايو 2006، نقلت جامعة ولاية ميشيغان أوراق إيليين إلى صندوق الثقافة الروسي التابع لوزارة الثقافة الروسية. 

## أعماله الرئيسية
- فلسفة هيغل باعتبارها مبدأ لمادية الله والإنسان (1918)
- مقاومة الشر بالقوة (1925)
- طريق النهضة الروحية (1935)
- أسس الكفاح من أجل روسيا الوطنية (1938)
- أساس الثقافة المسيحية (1938)
- عن روسيا المستقبلية (1948)
- عن جوهر الوعي بالقانون (1956)
- الطريق إلى الاستبصار (1957)
- بديهيات التجربة الدينية (1953)
- عن الملكية والجمهورية (1978)